# Hermannia truncata
Hermannia truncata är en kvalsterart som först beskrevs av Wang 1993.  Hermannia truncata ingår i släktet Hermannia och familjen Hermanniidae. Inga underarter finns listade i Catalogue of Life.